# Punalpin
Punalpin is een voedingssupplement dat de zaadbeweeglijkheid van mannen verbetert. Het supplement is ontwikkeld door de Deense wetenschappers H.B. Jakobsen en I. Giversen. Hoofdbestanddelen van het supplement zijn granaatappelextract en galangarizoom (wortelstok van galanga). Een dubbelblinde placebogecontroleerde gerandomiseerde klinische studie liet zien dat het aantal bewegelijke zaadcellen van de deelnemers die Punalpin gebruikten gemiddeld 62% toenam, over een periode van drie maanden, terwijl dat bij de controlegroep 20% was.

## Bestanddelen
De hoofdbestanddelen van Punalpin zijn twee plantaardige ingrediënten: granaatappelextract en galangarizoom. De naam Punalpin is afgeleid van deze twee ingrediënten (Punica Granatum) en (Alpina Galanga). Granaatappel bevat ‘ellagitanninen'. Galanga bevat 1’S-1’-acetoxychavicolacetaat (ACA). Dierstudies laten zien dat deze beide stoffen een positieve invloed hebben op de zaadbeweeglijkheid van proefdieren. Het is echter moeilijk om de grondstoffen te verwerken zonder dat deze werkzame stoffen verloren gaan. Jakobsen en Giversen slaagden er in met een nieuw procedé deze stoffen te behouden tijdens het verwerken.

## Verbetering zaadbeweeglijkheid
Het effect van het voedingssupplement op de zaadbeweeglijkheid van mannen is getest in een klinische studie onder leiding van Professor Fedder van het Laboratory of Reproductive Biology van het ziekenhuis in Horsens in Denemarken, in samenwerking met de Nordic Cryobank, in Aarhus, Denemarken. De placebogecontroleerde gerandomiseerde klinische studie liet zien dat het aantal bewegelijke zaadcellen gemiddeld 62% toenam, over een periode van drie maanden gebruik van Punalpin. Dit verschil is significant en kan niet verklaard worden door toeval. Bij een derde van de deelnemers was er zelfs een toename variërend van 200% tot meer dan 500% bewegelijke zaadcellen. De gevonden resultaten zijn in lijn met eerdere studies die gedaan zijn met dieren. Voorafgaand aan de Punalpin-studie was berekend dat er een significant effect gemeten zou kunnen worden als er ten minste 18 deelnemers in de behandelgroep en 18 in de controlegroep zouden zitten. Omdat er een aantal onzekere factoren waren, werden er bijna twee keer zoveel deelnemers geïncludeerd, 66 in totaal. Uit de studie bleek dat bij sommige deelnemende mannen de zaadbeweeglijkheid niet verbeterde. Zo verbeterde de zaadbeweeglijkheid niet bij enkele deelnemers die Chlamydiasis hadden gehad. De studie is een belangrijke doorbraak in het verbeteren van de zaadbeweeglijkheid van mannen, aangezien de mogelijkheden voor de verbetering van zaadbeweeglijkheid zeer beperkt zijn. Inmiddels wordt het gebruik van Punalpin geadviseerd aan mannen in fertiliteitsklinieken in Denemarken en daarbuiten. De klinieken in Denemarken hebben ervaring met Punalpin sinds de introductie van het middel. De Deense nationale vereniging voor onvrijwillige kinderloosheid, LFUB, geeft haar leden korting op het middel. Er vinden nieuwe studies plaats, om meer inzicht te krijgen in het effect en de werking van de bestanddelen.